# Station Inae
Station Inae  (稲枝駅,  Inae-eki) is een spoorwegstation in de Japanse stad Hikone. Het wordt aangedaan door de Biwako-lijn. Het station heeft twee sporen, gelegen aan twee zijperrons.

## Treindienst

### JR West
| 1 | ■ Biwako-lijn | richting Kusatsu en Kioto              |
| 2 | ■ Biwako-lijn | intercity richting Maibara en Nagahama |

## Geschiedenis
Het station werd in 1920 geopend. In 2007 werd het station vernieuwd.

## Overig openbaar vervoer
Toeristische bus van Hikone.

## Stationsomgeving
- Fabriek van Naiki
- Heiwadō (supermarkt)
- Seisen Universiteit
- Shiga Bank